# Herinneringskruis aan 1866

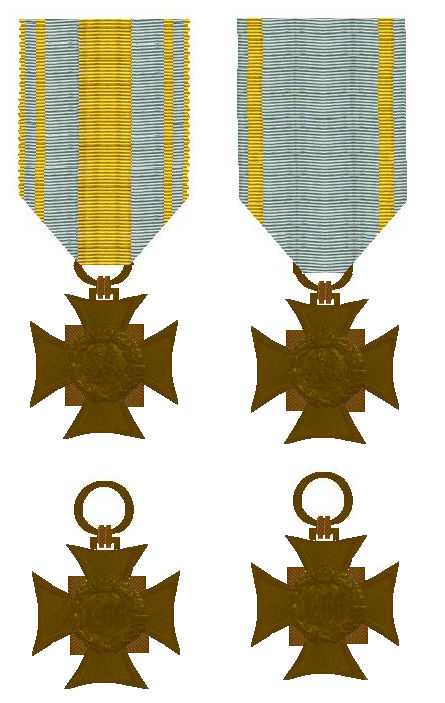
Kruisen

Het Herinneringskruis aan 1866 (Duits: Erinnerungskreuz für 1866, ook wel Erinnerungskreuz für den Feldzug 1866) was een op 22 mei 1867 ingestelde onderscheiding van het koninkrijk Saksen. De onderscheiding werd door koning Johan van Saksen ingesteld ter herinnering aan de in de Oostenrijks-Pruisische_Oorlog geleverde gevechten tegen Pruisen en de noordelijke bondsstaten binnen de Duitse Bond. Deze oorlog werd door Pruisen geforceerd om een Klein-Duitse oplossing van de problemen met de Duitse constitutie af te dwingen. Oostenrijk, Hessen, Keurhessen, een aantal kleine staten in Thüringen, Baden, Württemberg, Beieren en Hannover verzetten zich tevergeefs tegen Pruisen en haar aanspraak op het leiderschap in de Duitse Bond.
De Saksische militaire ambtenaren en non-combattanten droegen het kruis aan een ander lint dan de militairen die actief aan de strijd hadden deelgenomen.
- Erinnerungskreuz für 1866 am Kämpferband, een hemelsblauw lint met twee smalle gele strepen en een brede gele middenstreep
- Erinnerungskreuz für 1866 am Nichtkämpferband (ingesteld in 1867), het spiegelbeeld; een geel lint met twee smalle hemelsblauwe strepen en een brede hemelsblauwe middenstreep

Het uit een stuk bestaande bronzen kruis werd aan een geel lint met twee smalle hemelsblauwe strepen op de linkerborst gedragen. Het kruis is een kruis pattée. De oppervlakte van de armen is ruw. Het kruis wijkt iets af van de eerdere kruisen. De armen zijn ditmaal iets gebogen en het kruis is op een ster met korte stralen gelegd. Het centrale medaillon is omringd door lauweren en eikenblad en draagt het gekroonde en verstrengelde monogram "JR". Op de keerzijde staat in eenzelfde krans het jaartal "1866". Het kruis meet 38 bij 33 millimeter en weegt 143 gram.
Men droegen het kruis op de linkerborst. Het lint is het spiegelbeeld of negatief van het lint van de strijdende militairen. Het omdraaien van de kleuren van het lint is in Duitsland sinds de instelling van het Pruisische IJzeren Kruis traditie.
De verbinding tussen kruis en lint is bewerkelijker uitgevoerd dan bij eerdere Saksische herinneringskruisen. Bij dit Herinneringskruis aan 1866 werd aan het kruis een beugel meegegoten. Een draaiende bewerkte huls en een bronzen ring waren de verbinding met het lint.
De onderscheiding werd ook aan alle verdedigers van de Saksische vesting Königstein uitgereikt.

## Zie ook

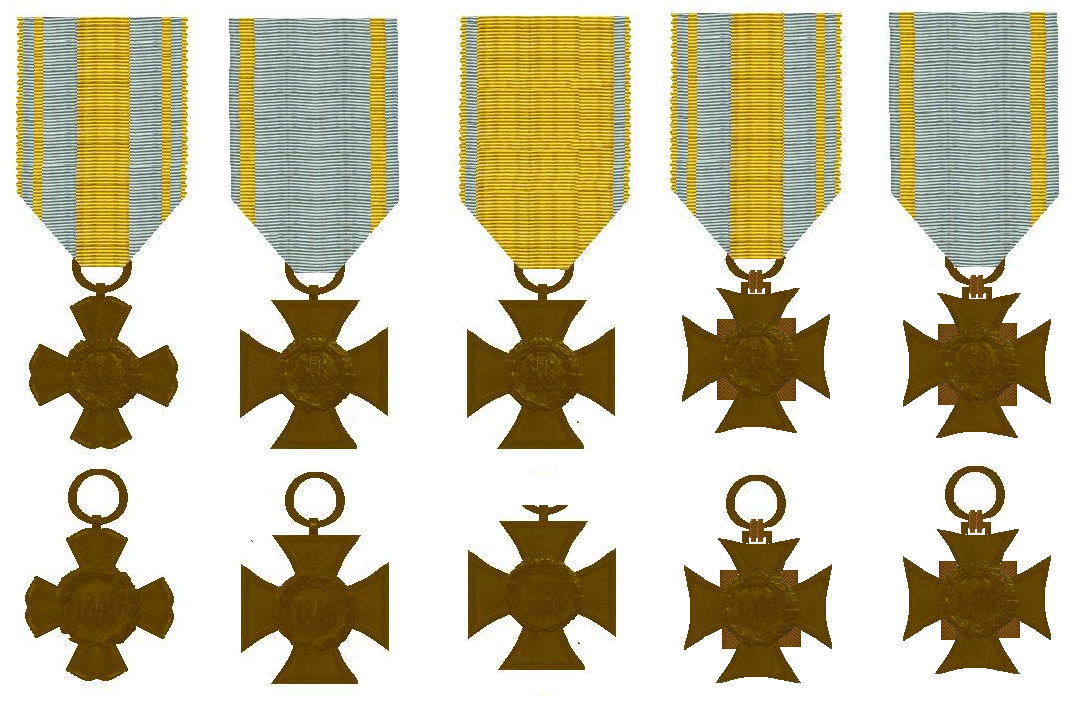
Herinneringskruisen van Saksen